# 사와다 겐타
사와다 겐타(일본어: 澤田 健太, 2000년 7월 26일~)는 일본의 축구 선수이다.

## 구단 경력
그는 2019년 J3리그의 가마타마레 사누키에 입단했고, 3년동안 팀에서 뛰었다. 2022년 후쿠야마 시티 FC로 이적했다.